# Oblężenie Aleksandrii
Oblężenie Aleksandrii – oblężenie, które miało miejsce w latach 48–47 p.n.e. w czasie kampanii Cezara w Egipcie.

## Śmierć Pompejusza
W wyniku klęski pod Farsalos, Pompejusz z nielicznymi siłami przedostał się do Egiptu, gdzie toczyła się akurat wojna domowa pomiędzy Kleopatrą VII, a doradcami króla Ptolemeusza XIII: Potitonosem, Teodotem i Achillasem. Doradcy postanowili zgładzić Pompejusza w dniu jego audiencji u króla. Po dokonaniu morderstwa głowę Pompejusza odesłano królowi Ptolemeuszowi XIII do Aleksandrii, a ciało spalono. 

## Walki o miasto
W październiku 48 p.n.e. pod Aleksandrią wylądował Cezar na czele 3200 ludzi. Potępiając zabójców Pompejusza podczas wizyty u króla, Cezar zdecydował się wystąpić w roli pośrednika w sporze pomiędzy królową i doradcami Ptolemeusza. Poparł też racje Kleopatry, co wykorzystali doradcy króla nakłaniając go do wypowiedzenia Cezarowi wojny. Atak na miasto przeprowadził Achillas na czele 20 000 piechoty i 2 000 jazdy (w tym byli żołnierze z oddziałów Pompejusza). Cezar umocnił punkty obronne miasta, budując barykady i zajmując pałac królewski, wezwał też swoich sojuszników Mitrydatesa z Pergamonu i namiestnika Azji Gnejusza Domicjusza o przysłanie dodatkowych sił. 
Atakujące miasto wojska egipskie Achillasa podjęły próby zdobycia portu i pałacu królewskiego. W wyniku ciężkich walk wojska Cezara wyparły przeciwnika, a okręty w porcie na rozkaz Cezara zostały spalone. Wódz rzymski opanował też wysepkę Faros, dzięki czemu mógł korzystać z zaopatrzenia w wodę pitną dostarczaną mu drogą morską. W międzyczasie nowym wodzem wojsk egipskich został Ganimedes (doradca nowo wybranej królowe Arsinoe), który zgładził Achillasa. 
Po krótkim czasie do Egiptu dotarł z pomocą Cezarowi jeden legion wojsk przysłanych od namiestnika Azji. Transportująca żołnierzy do miasta flota Cezara starła się z okrętami Ganimedesa, zatapiając w walce dwa okręty przeciwnika. Wkrótce nastąpiły kolejne zacięte walki, w których flota Cezara ponosiła coraz to większe straty. Utracono m.in. Faros. Próba odbicia utraconych miejsc zakończyła się klęską wojsk Cezara, które w panice zbiegły na okręty. Cezar, który ratował się wpław na okręt w porcie, stracił w tej bitwie 400 ludzi.

## Zwycięstwo sił Cezara
Od całkowitej klęski Cezara uratował bunt w obozie Ganimedesa. Opozycjoniści rządów Arsinoe zwrócili się do Cezara o wypuszczenie z niewoli króla Ptolemeusza XIII, co też nastąpiło. Gdy w lutym 47 p.n.e. nadciągnęły przysłane Cezarowi z pomocą posiłki od króla Pergamonu w sile 6000–7000 ludzi oraz 3000 wojska od żydowskiego etnarchy Hirkana, wódz rzymski dysponował już siłami zdolnymi pokonać przeciwnika. W wyniku zwycięstwa w bitwie pod Castra Iudaeorum i śmierci Ptolemeusza XIII w bitwie nad Nilem, Aleksandria poddała się Cezarowi i Kleopatrze. W roku 47 p.n.e. Cezar opuścił Egipt udając się do Rzymu.